# 려수 (영화)
려수는 2011년 공개된 대한민국의 영화이다.

## 배역
- 정의철 : 철수 역
- 이하은 : 소영 역
- 박혜진 : 할머니 역
- 고준희 : 미진 역
- 전석 : 퀵서비스 사장 역
- 김영신 : 퀵서비스 여직원 역
- 이찬수 : 퀵서비스 아저씨 역
- 박일목 : 미행남 역
- 전이두 : 버스터미널 역무원 역